# Erwin Zajicek

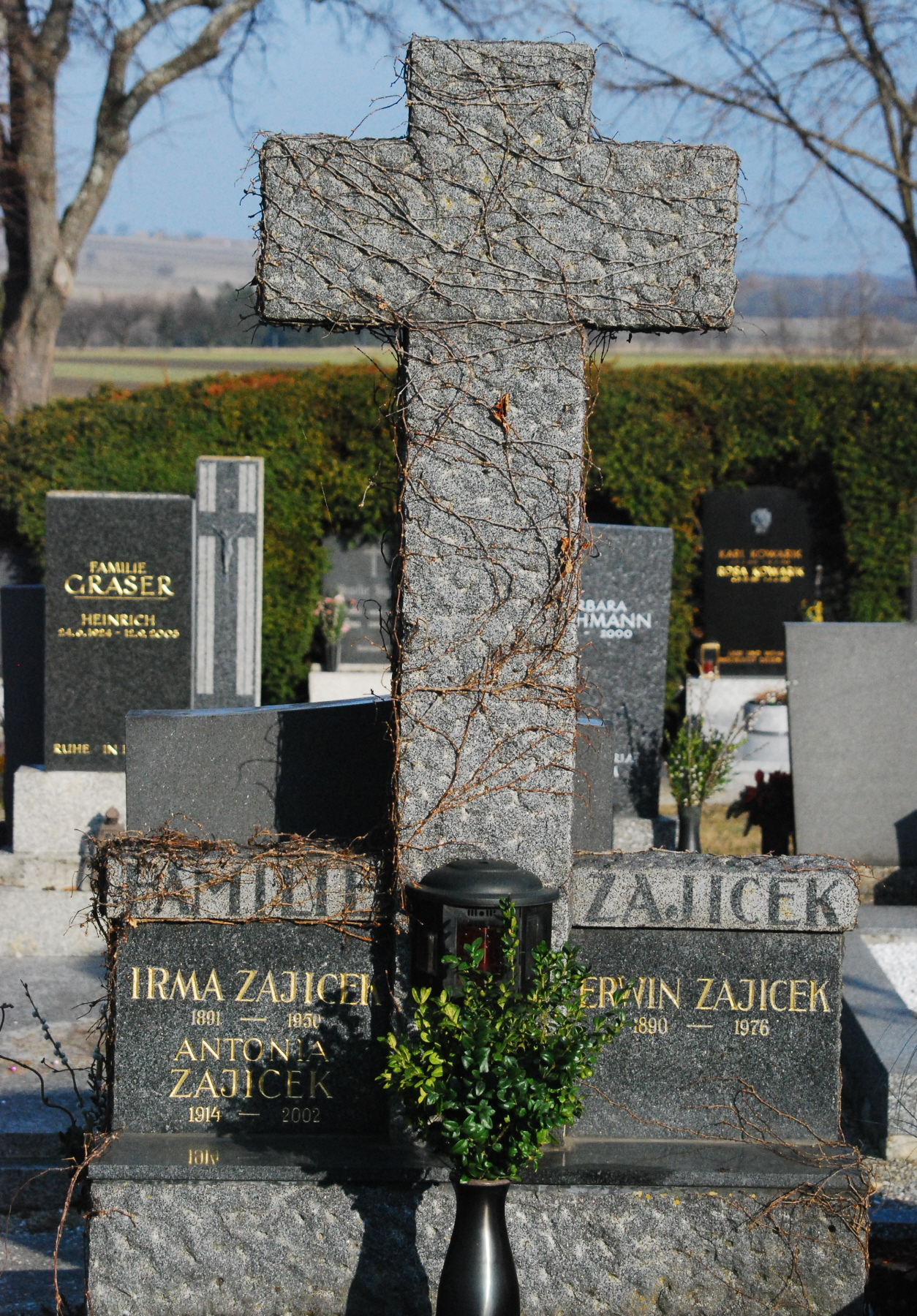
Grab von Erwin Zajiček in Poysdorf

Erwin Zajiček (geboren 22. November 1890 in Fröllersdorf, Österreich-Ungarn; gestorben 29. Oktober 1976 in Poysdorf) war ein tschechoslowakisch-österreichischer Politiker und der zuletzt gestorbene deutsche Minister der Tschechoslowakei der Zwischenkriegszeit.

## Leben
Der als Sohn eines Lehrers geborene Zajiček besuchte die Volksschule in Bratelsbrunn, das Gymnasium in Nikolsburg und schließlich die Lehrerbildungsanstalt der Schulbrüder in Wien-Strebersdorf. Hier legte er 1910 die Berufsreifeprüfung ab.
1910 trat er seinen Dienst als Volksschullehrer in Nikolsburg an. Weitere Dienstorte waren Pohrlitz, Pollau und Neusiedl. 1914 legte er die Prüfung als Bürgerschullehrer ab und leistete ab 1915 zunächst als Soldat und später als Offizier seinen Kriegsdienst an der russischen und italienischen Front. Er wurde verwundet und bekam die große silberne Tapferkeitsmedaille verliehen.
Ab 1920 war er als Fachlehrer an der Bürgerschule Feldsberg tätig und ab 1930 an der Bürgerschule Znaim. Unterbrochen wurde seine Unterrichtstätigkeit durch das Amt eines Ministers ohne Portefeuille in der tschechoslowakischen Regierung, das er am 2. Juli 1936 antrat. Nach seinem Rücktritt 1938 war er bis 1942, als er zur deutschen Wehrmacht eingezogen wurde, wieder als Lehrer an der Hauptschule in Znaim tätig.
Zu Kriegsende geriet er in sowjetische Gefangenschaft, kam Ende 1946 frei und fand seine unterdessen aus der Heimat vertriebene Familie in Wien wieder. Später siedelte er sich mit seiner Familie in Poysdorf in Niederösterreich an, wo er bis zu seiner Pensionierung 1955 unterrichtete.
Erwin Zajiček verstarb am 29. Oktober 1976 in Poysdorf, wo er auch beigesetzt wurde.

## Politik

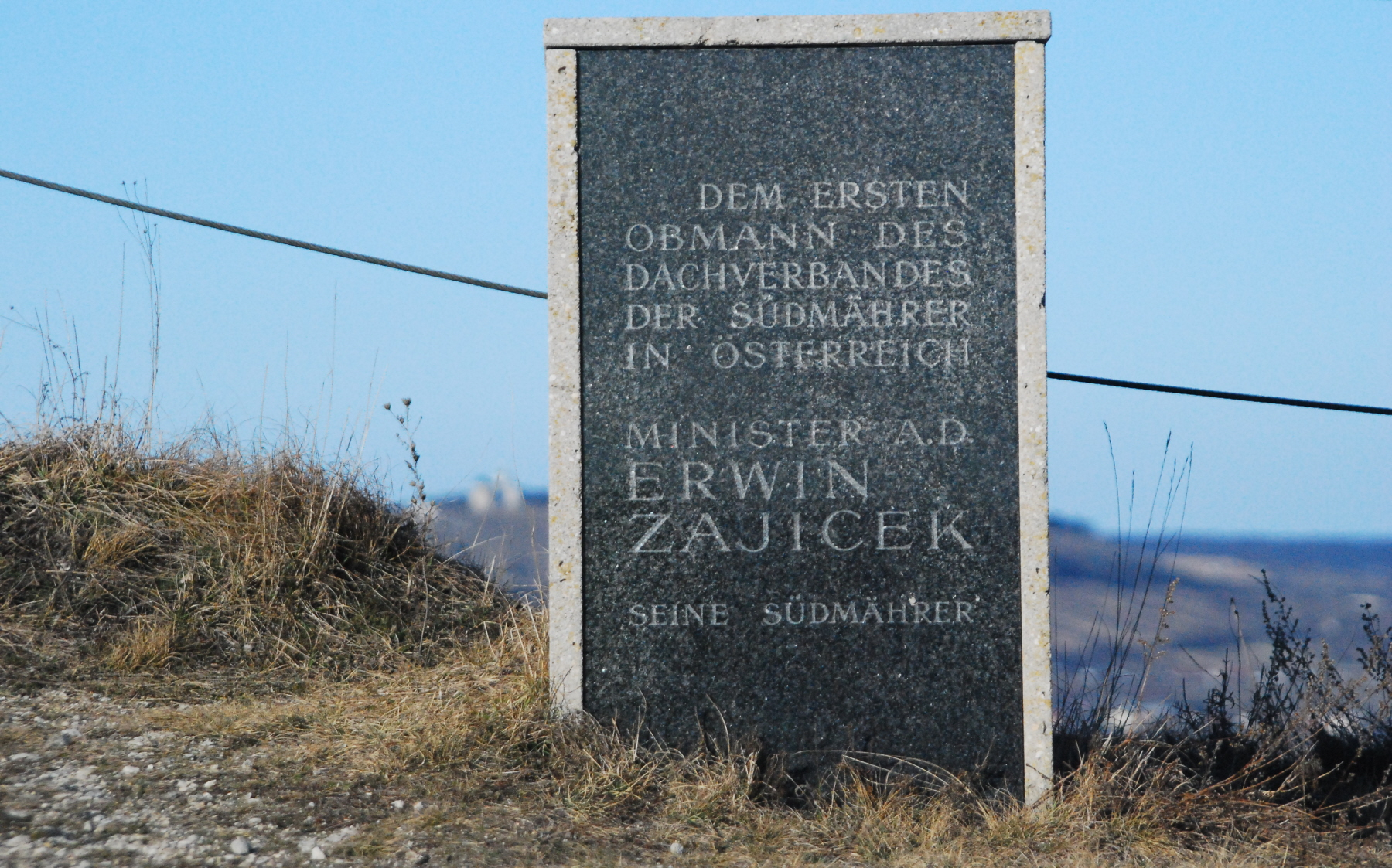
Gedenkstein für Erwin Zajiček beim Südmährenkreuz auf dem Schweinbarther Berg

Erwin Zajicek war ab 1911 Mitglied der Deutschen Christlich-Sozialen Volkspartei.
In der Zwischenkriegszeit initiierte er die Gründung des Willmann-Bundes, der eine Vereinigung deutscher katholischer Lehrer in der Tschechoslowakei darstellte. Als aktivistischer Politiker setzte er sich für die Zusammenarbeit deutscher und tschechischer Parteien ein.
1925, 1929 und 1935 wurde er als Abgeordneter der Deutschen Christlich-Sozialen Volkspartei in das  Tschechoslowakische Abgeordnetenhaus gewählt. Außerdem war er erster Obmann-Stellvertreter in der Partei. Am 2. Juli 1936 wurde er Minister ohne Geschäftsbereich in der tschechoslowakischen Regierung. Sein Rücktritt und die Selbstauflösung der Partei 1938 beendete seine politische Karriere in der Tschechoslowakei.
Nach 1945 gehörte Erwin Zajiček der Österreichischen Volkspartei an, wo er so wie in seiner Funktion als Leiter des Dachverbands der Südmährer in Österreich, die er zwischen 1962 und 1974 innehatte, vor allem die Interessen der Heimatvertriebenen vertrat. Er war auch eine treibende Kraft, als auf dem Schweinbarther Berg bei Kleinschweinbarth 1963 das Südmährerkreuz geweiht und ebenfalls 1963 das erste sogenannte Kreuzbergtreffen der Südmährer organisiert wurde.